# (16740) Kipthorne
(16740) Kipthorne ist ein Asteroid des Hauptgürtels, der am 22. Mai 1996 vom belgischen Astronomen E. W. Elst am La-Silla-Observatorium (IAU-Code 809) der Europäischen Südsternwarte in Chile entdeckt wurde.
Der Himmelskörper wurde am 29. Mai 2018 nach dem US-amerikanischen Astrophysiker Kip Thorne (* 1940) benannt, der für seine umfassenden Beiträge über die Gravitation und relativistische Astrophysik bekannt ist und 2017 gemeinsam mit Rainer Weiss und Barry Barish mit dem Nobelpreis für Physik für entscheidende Beiträge zum LIGO-Detektor und die Beobachtung von Gravitationswellen ausgezeichnet wurde.